# Aspilatopsis carneata
Aspilatopsis carneata är en fjärilsart som beskrevs av W. Warren 1904. Aspilatopsis carneata ingår i släktet Aspilatopsis och familjen mätare. Inga underarter finns listade i Catalogue of Life.